# 凡赫辛 (電影)
是在2004年於美國上映，由史蒂芬·桑莫斯所編導的恐怖片。他借用傳統恐怖片的題材──例如吸血鬼、狼人與科學怪人等角色──並在電影裡融入大量的動作與冒險要素，這使得《凡赫辛》成為一部風格特異的電影作品。
與《凡赫辛》同時推出的還有一部動畫作品《凡赫辛：倫敦任務》（Van Helsing: The London Assignment）。動畫劇情的時間點設定在電影《凡赫辛》之前，主要是描述凡赫辛在英國倫敦追捕變身怪醫的故事。
《德拉庫拉》一書中提及凡赫辛作为一個醫生協助了露西（倫敦第一個被吸血者，應該被轉變）度過被吸血後的最後日子，其後展現了解並意圖對抗吸血鬼的計畫，推測為“凡赫辛”這個名字初次出現。（1992曾改編電影為吸血鬼：真愛不死）

## 劇情
霧都倫敦，一個原本該一如既往的平靜夜晚，直到一位獵人出現在這片朦朧迷霧中，他的名字是凡赫辛，一個為教會委託獵殺異種魔物的獵人，今晚的獵物是變身怪醫，然而他的任務一如往常的「失敗」了，他回到了教會後，教會告知了他下一個任務：協助一個古老的家族對抗一個永生不死的吸血鬼，於此同時他也察覺了這個任務中似乎有著自己的身世線索，之後與一個令教會頭痛卻又極有天賦的武器製造學徒一同踏上了旅程，就此捲入了狼人、科學怪人和德古拉間的宿命糾纏⋯⋯

## 演員
| 演員                           | 角色                                           |
| ------------------------------ | ---------------------------------------------- |
| 休·傑克曼 Hugh Jackman         | （Van Helsing） 加百利（Gabriel）              |
| 凱特·貝琴薩 Kate Beckinsale    | 安娜薇洛莉 Anna Valerious                      |
| 理查·羅森堡 Richard Roxburgh   | 德古拉伯爵 （Count Vladislaus Dracula） 吸血鬼 |
| 大衛·溫漢 David Wenham         | 卡爾 Carl                                      |
| 舒勒·漢斯利 Shuler Hensley     | 法蘭肯斯坦 （Frankenstein's Monster） 科學怪人 |
| 威爾·坎普 Will Kemp            | 維肯 （Velkan） 狼人                           |
| 艾倫·阿姆斯特朗 Alun Armstrong | 神父 Cardinal Jinette                          |
| 湯姆·費雪 Tom Fisher           | 帽子哥 Top Hat                                 |
| 伊蓮娜·安娜雅 Elena Anaya      | 亞莉菈 Aleera                                  |
| 裘絲·梅琳 Josie Maran          | 瑪莉希卡 Marishka                              |
| 席薇雅·可洛卡 Silvia Colloca   | 韋蘿娜 Verona                                  |
| 薩繆爾·韋斯特 Samuel West      | 維克多博士 Dr. Victor Frankenstein             |
| 凱文·歐康納 Kevin J. O'Connor  | 伊果 Igor                                      |
| 羅比·寇特蘭 Robbie Coltrane    | 海德 Mr. Hyde                                  |

## 製作
主體拍攝於2003年1月20日開始，於洛杉矶進行製作。

## 上映
本片的上映日期因為《蜘蛛人2》的檔期變動而提前兩週至2004年5月7日。

## 迴響

### 評價
爛番茄根據225條評論，本片獲得24%的新鮮度，平均得分4.3／10，觀眾的好評度為57%，平均得分3.4／5。在Metacritic上，本片獲得35分。

### 票房
| 上一届： 《辣妹過招》 | 2004年美國週末票房冠軍 第19週    | 下一届： 《特洛伊：木馬屠城》 |
| 上一届： 《江湖》     | 2004年香港一週票房冠軍 第17-18週 | 下一届： 《史力加 2》         |

## 外部連結
- 互联网电影数据库（IMDb）上《凡赫辛》的资料（英文）
- 爛番茄上《凡赫辛》的資料（英文）
- Metacritic上《凡赫辛》的資料（英文）
- Box Office Mojo上《凡赫辛》的資料（英文）
- AllMovie上《凡赫辛》的资料（英文）
- 開眼電影網上《凡赫辛》的資料（繁體中文）
- 豆瓣电影上《凡赫辛》的資料 （简体中文）